# Ли Джунсок
Ли Джунсок (кор. 이준석; род. 31 марта 1985, Сеул) — южнокорейский предприниматель и политический деятель, член Национального собрания Республики Корея, председатель «Партии новых реформ» (с 2025 года и в 2024 году). Кандидат в президенты на выборах 2025 года. Ранее занимал пост председателя партии «Сила народа» (2021—2022). Также является основателем Edushare, образовательной сервисной организации. Был одним из 11 членов Руководящего совета «Партии великой страны». Будучи самым молодым членом Совета, Ли Джунсоку было поручено реформирование партии.

## Биография

### Ранние годы
Ли учился в Американской школе в Индонезии в течение одного года, а затем окончил Сеульскую среднюю школу естественных наук на год раньше. Посещая KAIST в течение трёх недель в марте, Ли был принят в Гарвардский университет на первый курс, после чего отказался от учёбы в Корейском институте передовых технологий (KAIST). Он получил степень бакалавра информатики в Гарвардском университете.

### Трудовая карьера
Ли прошёл стажировку в качестве помощника южнокорейского парламентария Ю Сынмина.
Вместо военной службы он прошёл альтернативную младшим инженером-программистом в Innotive, IT-фирме, принадлежащей Nexon. Во время своей службы он основал Edushare, сервисную организацию, подобную Teach for America, для предоставления академических услуг студентам из малообеспеченных семей. Ли начал активную деятельность онлайн-призывом на веб-сайте старшеклассников Сеула для найма добровольцев.
В 2010 году он вместе с людьми, которых встретил в Innotive, основал ClasseStudio, стартап в сфере онлайн-образования.

## Политическая карьера

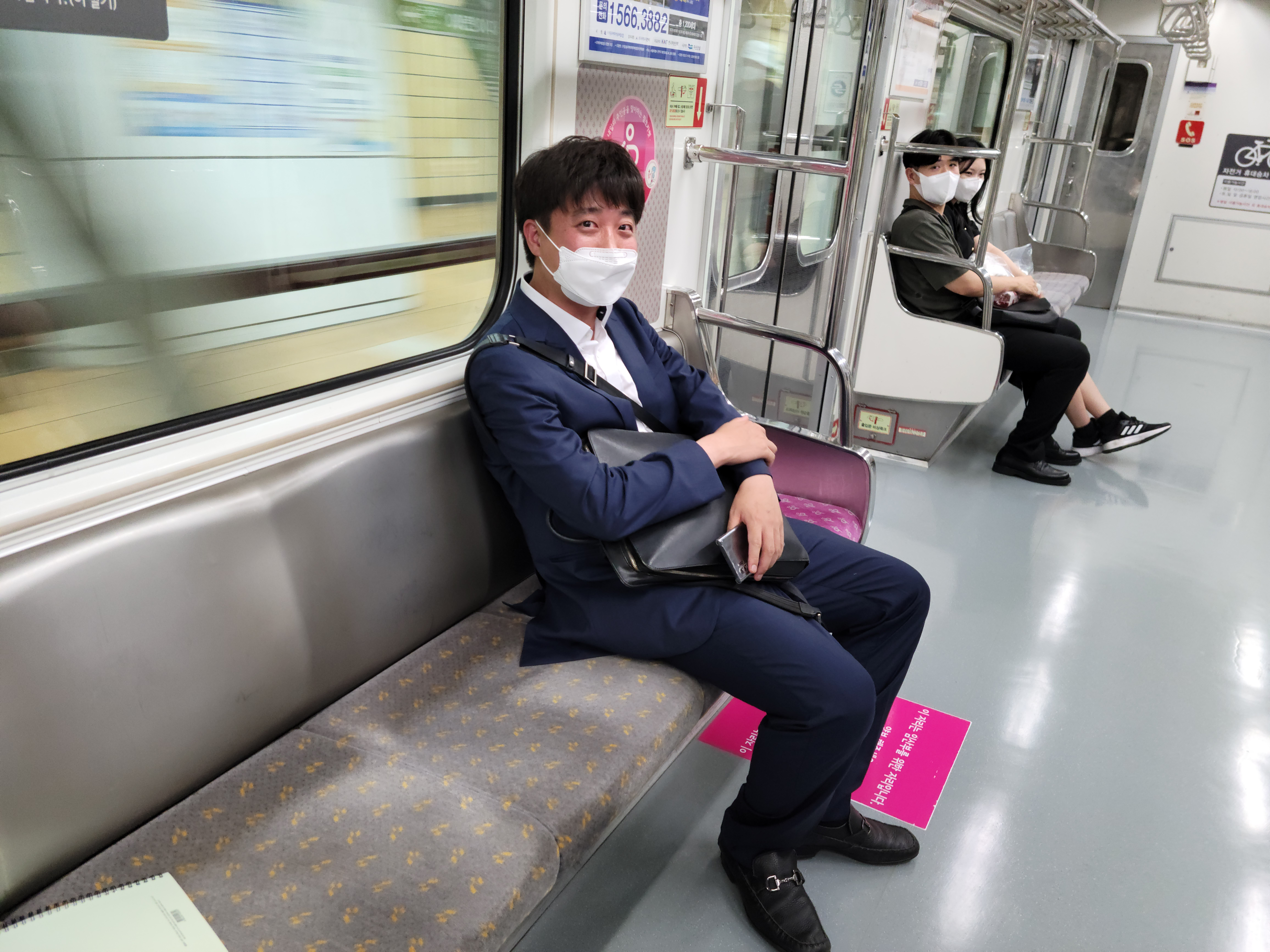
Ли Джунсок в 2021 году едет с работы на метро

### Руководящий совет «Партии великой страны»
Ли Джунсок, избранный в Совет депутатом Пак Кын Хе, ведущим кандидатом в президенты от партии, стал самым молодым человеком, когда-либо занимавшим руководящую должность в истории консервативной правящей партии.
Роль Ли, входящего в состав Руководящего совета, заключалась в принятии ключевых решений от имени партии, включая отбор кандидатов для участия в парламентских выборах.
Эксперты рассматривали это назначение как апелляцию к более молодому населению и противодействие растущей популярности Ан Чхольсу. Опыт Ли в области компьютерных наук и послужной список на государственной службе напоминают опыт Ана, и некоторые видят в этом причину назначения. Ли остался членом партии «Сэнури» (переименованная «Партии великой страны») после того, как Пак Кын Хе стала президентом Южной Кореи.
Дважды, в 2016 и 2018 годах, баллотировался на выборах в парламент, но терпел неудачи.

### Уход из партии после скандала с Пак Кын Хе
Во время политического скандала в Южной Корее в 2016 году Ли резко раскритиковал бывшего президента Пак Кын Хе, которую ранее поддержал на президентских выборах. Считается, что именно Пак привела его в политику и Ли считался её приближённым, за что получил прозвище «дитя Пак Кын Хе». Ли покинул партию «Сэнури» и присоединился к «Правильной партии» с консервативными депутатами, которые выступали против Пак.

### Председатель «Силы народа»
11 июня 2021 года был избран председателем «Силы народа», набрав более 43 % голосов членов партии. В приветственной речи политик заявил, что высшей целью партии будет победа на президентских выборах. Также он пообещал провести существенные изменения.
Он также отрицательно относится к позитивной дискриминации. Считается, что его главной поддержкой является Идэнам.

#### Конфликт с Юн Сок Ёлем

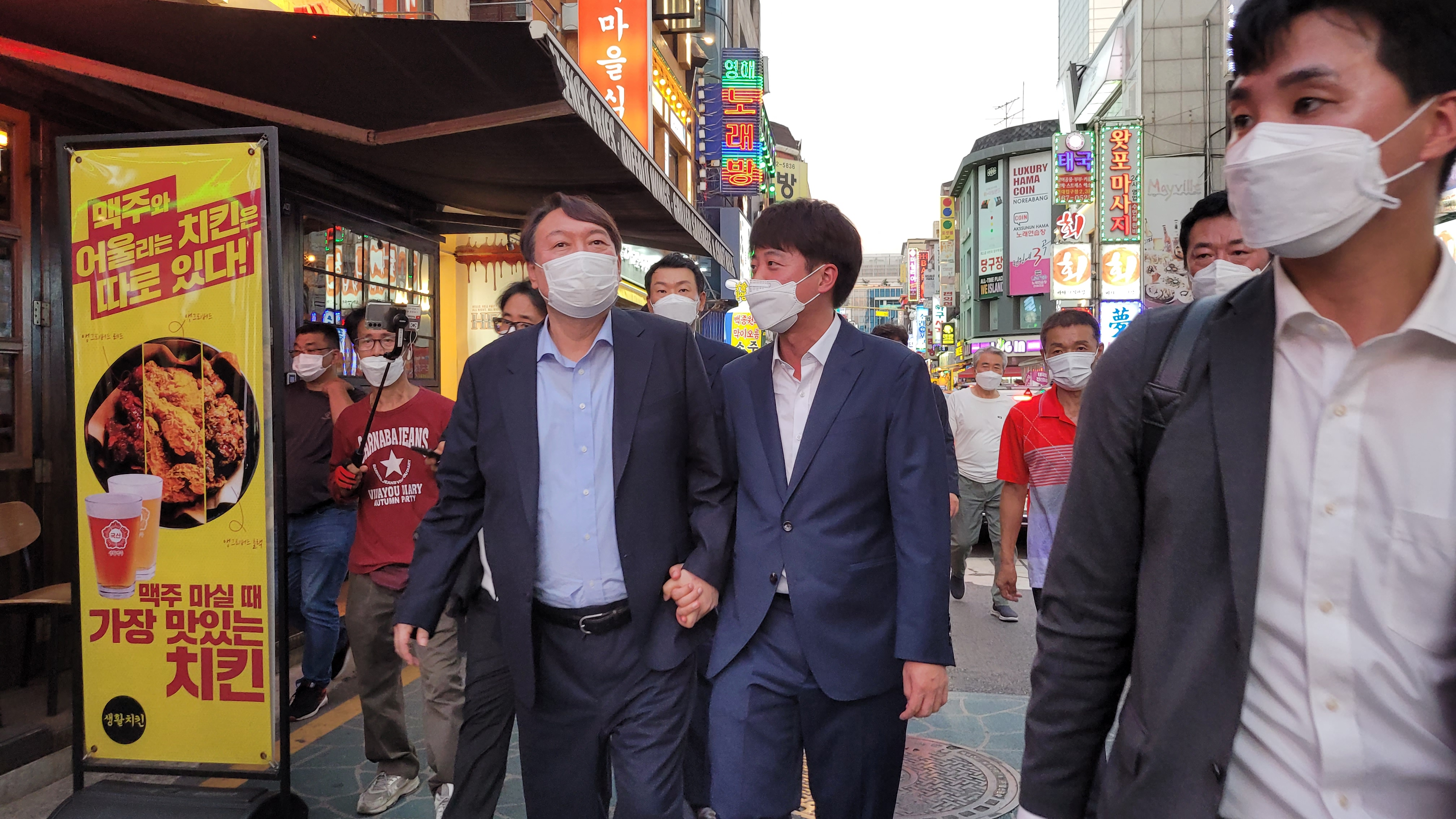
Ли Джунсок (справа) с бывшим генеральным прокурором Юн Сок Ёлем (слева) в 2021 году идут, держась за руки.

29 ноября 2021 года Ли опубликовал пост в Facebook, со смайликами улыбающихся лиц и жестом «большой палец вниз», после чего отказался отвечать по телефону и избегал прессы до 3 декабря. Этот шаг считается протестом против того, что бывший генеральный прокурор Республики Корея и кандидат в президенты Юн Сок Ёль игнорировал его как лидера партии. Вражда якобы разрешилась их встречей в Ульсане 3 декабря. Однако, как рассказал Ли 13 августа 2022 года на пресс-конференции, будущий президент Юн обзывал его в присутствии других и что теперь сторонники Юна пытаются вытеснить его из партии.

#### Расследование этического комитета и отстранение от руководства партией
22 апреля 2022 года «Сила народа» подала жалобу на нарушение этических норм против своего лидера Ли Джунсока по обвинению в сексуальном подкупе (якобы он дважды в 2013 году принимал сексуальные услуги в качестве взяток). Ли полностью отрицает это обвинение и подал иск против YouTube-канала, выдвинувшего обвинение. Ли Джунсок является первым председателем в истории главной консервативной партии страны, которого ещё при исполнении служебных обязанностей передали на рассмотрение в комитет по этике. Канал YouTube, разоблачивший подозрение, известен в Корее многочисленными провокационными ложными обвинениями в адрес политиков и знаменитостей. Кроме того, проведение расследования может быть связано с конфликтом между традиционными членами консервативного блока и группой молодых реформаторов в партии, включая председателя Ли. Считается, что призывы Ли пересмотреть процедуры выдвижения кандидатур на ключевых выборах привели к эскалации конфликта. Эксперты предполагают, что ближайшие помощники президента Юн Сок Ёля попытаются захватить партию, если Ли будет снят с поста председателя. Они также выступят против члена парламента Ан Чхольсу, который ясно выразил намерение стать следующим председателем. При таком раскладе, поддержка партии может пострадать, особенно со стороны ярых сторонников Ли и мужчин в возрасте от 20 до 30 лет, которые сыграли решающую роль в победе партии на последних выборах.
8 июля 2022 года комиссия по этике партии «Сила народа» постановила отстранить Ли на 6 месяцев от партийной деятельности и от должности лидера партии (до 8 января 2023 года). Предметом обсуждения комитета стало нарушение должностных обязанности из-за попыток Ли и Ким Чхольгына, главы отдела по политическим вопросам партии, уничтожить улики. Ким Чхольгын был отстранён от участия в партийной деятельности на два года за уничтожение доказательств того, что Ли Джунсок соглашался на сексуальные услуги и взяточничество.
9 августа на заседании национального комитета партии 511 из 707 членов комитета проголосовали за предложение назначить бывшего лидера фракции Чу Хоёна временным главой партии в качестве главы Комитета по чрезвычайному реагированию. В считанные часы был изменён устав партии, для проведения такого голосования в отсутствие Ли, что позволило отстранить последнего от должности окончательно. В ответ Ли Джунсок заявил о намерении подать судебный запрет на решение партии принять систему чрезвычайного руководства. 26 августа Суд Южного округа Сеула удовлетворил требование Ли, отстранив временного главу партии Чу Хоёна от исполнения своих обязанностей до тех пор, пока не будет принято решение о законности решения партии о создании чрезвычайного руководящего комитета.
8 сентября высшее руководство партии предприняло вторую попытку отстранить Ли Джунсока, вновь сформировав Чрезвычайный руководящий комитет под руководством Чон Джинсыка.
7 октября партийный комитет по этике продлил отстранение Ли ещё на один год. 2 ноября 2023 года дисквалификация была снята.

### Учреждение новой партии
27 декабря 2023 года, почти за три месяца до парламентских выборов, Ли Джунсок объявил о выходе из партии «Сила народа». После этого политик начал работу над созданием «Партии новых реформ», которая была зарегистрирована 20 января 2024 года. Лидером новой партии в тот же день был избран Ли Джунсок.
На парламентских выборах 10 апреля 2024 года был избран членом Национального собрания Республики Корея, несмотря на то, что переехал в новый округ всего за несколько недель до выборов. Он был единственным кандидатом от своей партии, получившим место по избирательному округу, победив обе основные партии страны: «Силу народа» и «Демократическую партию».
После кризиса военного положения, вызванного президентом Юн Сок Ёлем в 2024 году, Ли осудил этот шаг как неконституционный и сравнил его с попыткой мятежа, заявив, что это является основанием для импичмента. Он также подчеркнул, что те, кто помогал Юну, также виновны в мятеже.
В 2025 году выдвинулся кандидатом на президентских выборах, получив в результате поддержку 8,34 % проголосовавших и заняв третье место.
27 июля 2025 года на втором национальном съезде «Партии новых реформ» вновь был избран председателем партии.

## Критика
Бывший лидер «Силы народа» На Гён Вон назвала политику Ли «трампизмом». Издание The Hankyoreh также сравнило Ли Джун Сока с Дональдом Трампом. В своей статье газета отметила, что в политических позициях этих двух людей может быть много различий, но предыстория их недовольства существующей системой схожа. Сам же Ли заявил, что в политике он больше тяготеет к Бараку Обаме. Он также назвал Илона Маска источником вдохновения, в частности, за его подход к сокращению неэффективности в государственном секторе, ссылаясь на Департамент эффективности правительства.
27 мая 2025 года, участвуя в дебатах кандидатов в президенты, вызвал множество споров из-за вопроса кандидату Квон Ён Гуку: «Если кто-то говорит, что хочет втыкать палочки для еды в женские гениталии, будет ли это считаться женоненавистничеством?» Впоследствии петиция об исключении Ли Джун Сока из Национального собрания набрала поддержку более 600 000 человек, что стало вторым результатом по числу собранных подписей в истории электронных петиций парламента Республики Корея.